# E3 Prijs Vlaanderen 2004
L'E3 Prijs Vlaanderen 2004, quarantasettesima edizione della corsa, valido come evento del circuito UCI categoria 1.1, fu disputato il 27 marzo 2004 per un percorso di 195 km. Fu vinto dal belga Tom Boonen, al traguardo in 4h31'00" alla media di 43,173 km/h.
Dei 175 ciclisti alla partenza furono in 78 a portare a termine il percorso.

## Ordine d'arrivo (Top 10)
| Pos. | Corridore         | Squadra      | Tempo    |
| ---- | ----------------- | ------------ | -------- |
| 1    | Tom Boonen        | Quick Step   | 4h31'00" |
| 2    | Jaan Kirsipuu     | AG2R         | s.t.     |
| 3    | Andris Naudužs    | Domina Vac.  | s.t.     |
| 4    | Steven De Jongh   | Rabobank     | s.t.     |
| 5    | Marcus Ljungqvist | Alessio      | s.t.     |
| 6    | Gabriele Balducci | Saeco        | s.t.     |
| 7    | Andreas Klier     | T-Mobile     | s.t.     |
| 8    | Roger Hammond     | Mr Bookmaker | s.t.     |
| 9    | Léon van Bon      | Lotto        | s.t.     |
| 10   | Fabio Baldato     | Alessio      | s.t.     |